# Artes marciais mistas feminino
O MMA feminino é uma seção do artes marciais mistas praticado por mulheres. Embora o esporte fosse dominado principalmente por lutadores do sexo masculino, eles também apresentavam atletas do sexo feminino. Por exemplo, a competição feminina no Japão inclui organizações como DEEP Jewels.

## História

### Origem e primeiros anos
No Japão, a competição feminina foi documentada desde meados da década de 1990. Influenciada pelo wrestling profissional feminino e pelo kickboxing, a organização Smackgirl foi formada em 2001 e se tornou a única grande promoção exclusivamente feminina no MMA. Outras organizações femininas japonesas de sucesso incluíram Ladies Legend Pro-Wrestling, ReMix (uma antecessora da Smackgirl), U-Top Tournament, K-Grace e AX.
Embora o MMA feminino tenha conquistado adeptos em solo japonês, o mesmo não aconteceu em outros países onde o esporte possui grande base de fãs, principalmente no Brasil e nos Estados Unidos. Neste último país, antes do sucesso do reality show The Ultimate Fighter, havia pouca cobertura significativa das competições femininas. Algumas das primeiras organizações com maior inclusão feminina foram International Fighting Championships, SuperBrawl, King of the Cage, Bas Rutten Invitational e HOOKnSHOOT. A primeira competição feminina registrada nos EUA foi em um IFC 4 entre Becky Levi e Betty Fagan em 28 de março de 1997. Isso foi logo seguido por um torneio IFC de quatro mulheres sancionado pela Comissão de Boxe e Luta Livre dos EUA em 5 de setembro de Louisiana. naquele ano de 1997 em Baton Rouge.
A partir de meados dos anos 2000, surgiu mais cobertura à medida que organizações como Strikeforce, EliteXC, Bellator Fighting Championships e Shark Fights convidavam mulheres para competir. No final daquela década, no México, a Ultimate Warrior Challenge México sediou um evento chamado UWC: Furia Cacharilla em 30 de maio de 2009, que marcou a primeira vez que houve um combate feminino no MMA mexicano. As protagonistas foram Margarita De La Cruz Ramírez e Cristina Marks, ambas estreando profissionalmente e com Ramírez conquistando a vitória por finalização.

### A ascensão do MMA feminino
Após a aquisição do Strikeforce pela Zuffa em março de 2011, tem havido muita especulação sobre o futuro da competição feminina, tanto em termos de relevância quanto de popularidade.
Ronda Rousey foi uma lutadora que despertou a popularidade das lutadoras femininas. Quando assinou com o UFC em 2012, as lutas femininas não eram muito populares e não eram consideradas esporte feminino. Rousey conseguiu abrir os olhos de muita gente e provar que Dana White, o presidente do UFC, estava muito errado; Ela foi a “cara do UFC” e a lutadora mais bem paga por muito tempo. Além de medalhista olímpica, Rousey também conquistou medalhas de ouro consecutivas no Campeonato Pan-Americano, e muitas pessoas ficaram surpresas com o quão carismática e talentosa ela era. A cada dia, as lutadoras de MMA se tornam mais populares e conquistam mais espectadores.
Ainda em 2012, dada a sub-representação do MMA feminino, foi criada a empresa Invicta FC. A promoção realizou seu primeiro evento no dia 28 de abril e teve como atração principal uma revanche entre a ex-campeã peso galo feminino do Strikeforce Marloes Coenen e Romy Ruyssen.